# Los Altos (Spanyolország)
Los Altos egy község Spanyolországban, Burgos tartományban. Los Altos Valle de Zamanzas községgel határos. Lakosainak száma 186 fő (2024).

## Népesség
A település népessége az utóbbi években az alábbiak szerint változott:
| Lakosok száma | 227  | 210  | 203  | 205  | 201  | 157  | 202  | 195  | 191  | 186  |
|               | 2001 | 2004 | 2006 | 2009 | 2011 | 2014 | 2016 | 2019 | 2021 | 2024 |